# I. Vlad havasalföldi fejedelem
I. Vlad, más néven Bitorló Vlad (románul: Vlad Uzurpatorul), (? – 1397 után) Havasalföld fejedelme 1394 és 1396 között.
Egyes történészek szerint Öreg Mircea fejedelem fiáról van szó, kit apja elűzött és törököknél nevelkedett. Más vélemények szerint inkább I. Dan fia, azaz II. Dan testvére. Egyik elmélet sem bizonyított.
Az is csak feltételezés, hogy a trónt egy 1394-es török offenzíva nyomán nyeri el, amikor a rovinei csata is lezajlott. Igaz, ennek is az időpontja vitatott, a szerb krónikások 1394. október 10-ére teszik, míg a szerb Đ. Sp. Radojičić történész szerint 1395. május 17-én történt. I. Vlad uralkodásának kezdeti dátuma ezért is kérdéses, annak függvénye, melyik dátumot fogadjuk el a rovinei csatánál.
Nevét először 1395-ben dokumentálták, amikor Luxemburgi Zsigmond kénytelen volt elismerni létét, kevésbé fejedelmi mivoltát. Egy 1396-os dokumentumban I. Vlad különböző előnyöket biztosított a lengyeleknek, valamint azt állította, hogy nekik köszönheti trónját. Tény azonban, hogy a porta közbenjárása és a helyi nemesek beleegyezése nélkül sehogy sem jutott volna uralomra.
I. Vlad visszás külpolitikájában megpróbálta kiragadni Havasalföldet a törökellenes szervezkedésekből, de figyelmesen kerülte a komolyabb nézeteltéréseket a keresztény államokkal. 
A keresztény államok, persze leginkább Magyarország, mindent megtettek, hogy elmozdítsa a trónról, 1395-ben Losonczy István is megpróbálta katonai erővel eltávolítani. A expedíció kudarcba fulladt, a magyar seregek katasztrofális vereséget szenvedtek.
A havasalföldi uralomért vívott harcok folytatódtak a következő évben is, így 1396 októberében Stibor erdélyi vajdának sikerült súlyosan megsebesítenie és foglyul ejtenie Vladot.